# Rivière du Portage (rivière La Sarre)
Pour les articles homonymes, voir Rivière du Portage.
La rivière du Portage est un affluent de la rivière La Sarre, coulant dans les municipalités de Chazel (Québec), de Clermont (Abitibi-Ouest) et de La  Sarre, dans la municipalité régionale de comté (MRC) de Abitibi-Ouest, dans la région administrative de l’Abitibi-Témiscamingue, au Québec, au Canada.
La Rivière du Portage coule surtout en zone agricole et traverse quelques zones de forêt. Outre la zone du village de Val-Clermont, l’agriculture constitue la principale activité économique de ce bassin versant ; la foresterie, en second.
Le bassin versant de la rivière du Portage est desservi par la route 393 (sens nord-sud), le chemin des 1er et 10e rang Ouest (sens est-ouest) et le chemin de Val Clermont Est.
Annuellement, la surface de la rivière est habituellement gelée de la mi-novembre à la mi-avril, toutefois la circulation sécuritaire sur la glace se fait généralement de la mi-décembre à la fin mars.

## Géographie
La rivière du Portage prend sa source de ruisseaux forestière dans la municipalité de Chazel. Situé en zone forestière dans Eeyou Istchee Baie-James, ce lac est à 0,4 km au nord-ouest d’une montagne dont le sommet atteint 391 m.
Cette source est située à km au nord-ouest du centre du village de Chazel, à km au nord-est de l’embouchure de la rivière du Portage et à km au nord-est du centre-ville de La Sarre. Cette source draine une zone de marais du côté ouest de la ligne de partage des eaux avec le bassin versant du lac Chazel lequel se déverse vers le sud dans le ruisseau Chazel, un affluent de la rive nord de la rivière La Sarre.
Les principaux bassins versants voisins de la rivière du Portage sont :
- côté nord : rivière Ménard, rivière Boivin, lac Turgeon ;
- côté est : rivière Macamic, lac Macamic, rivière La Sarre ;
- côté sud : rivière La Sarre, lac Abitibi, rivière du Sud ;
- côté ouest : rivière La Sarre, rivière La Reine, rivière des Méloizes, lac Abitibi.

À partir de sa source, la rivière du Portage coule sur 12,3 km selon les segments suivants :
- 3,2 km vers le sud, l'ouest, puis le sud, jusqu’au pont du chemin de Val Clermont Est ;
- 2,2 km vers l'ouest en entrant dans Clermont en longeant le chemin de Val Clermont Est (surtout du côté nord) que le cours de la rivière recoupe quatre fois, jusqu’au pont de la route 393 (sens nord-sud) que la rivière coupe à 0,6 km au sud du centre du village de Val-Clermont ;
- 1,6 km vers le nord-ouest dans Clermont en coupant le chemin de Val Clermont Ouest pour un trajet d’environ 0,35 km du côté nord de cette route qu’il recoupe une deuxième fois en fin de segment ;
- 4,0 km vers le sud en serpentant et en entrant dans La Sarre, jusqu’au chemin du Rang 1er et 10e Ouest ;
- 1,3 km vers le sud-est en serpentant jusqu’à son embouchure[2].

L’embouchure de la rivière du Portage est localisé à :
- 6,0 km au nord-ouest du centre-ville de La Sarre ;
- 13,4 km au nord-ouest du centre du village de Macamic ;
- 3,9 km au nord de l’embouchure de la rivière des Méloizes ;
- 16,8 km au nord de l’embouchure de la rivière La Sarre ;
- 76,7 km au nord-est de l’embouchure du Lac Abitibi (en Ontario) ;
- 66,2 km au nord-ouest du centre-ville de Rouyn-Noranda.

L’embouchure de la rivière du Portage est située à la fin d’une courbe de rivière sur la rive ouest de la rivière La Sarre. De là, le cours de la rivière La Sarre descend vers le sud sur 14,1 km pour se déverser sur la rive nord-est de la Baie La Sarre dans la partie québécoise du lac Abitibi. De là, le courant traverse le lac Abitibi vers l'ouest sur 83,4 km jusqu’à son embouchure, en contournant cinq grandes presqu’îles s’avançant vers le nord et plusieurs îles.
À partir de l’embouchure du lac Abitibi, le courant emprunte le cours de la rivière Abitibi, puis de la rivière Moose pour aller se déverser sur la rive sud de la baie James.

## Toponymie
Le toponyme rivière du Portage a été officialisé le 5 décembre 1968 à la Commission de toponymie du Québec.